# Fundulopanchax
Fundulopanchax är ett släkte västafrikanska äggläggande tandkarpar som lever i kustnära vattendrag från Elfenbenskusten i väst till och med Ekvatorialguinea i öst. Mycket få av arterna, om någon, har svenska namn. Samtliga av arterna fördes tidigare till släktet Aphyosemion, med undantag av Fundulopanchax avichang, F. gresensi och F. kamdemi, som beskrivits vetenskapligt efter den stora revideringen av Aphyosemion-komplexet.

## Utseende
Alla Fundulopanchax är långsträckta, och blir som fullvuxna 25–130 millimeter långa. Samtliga arter förevisar en stor könsdimorfism. Hanarna har i så gott som samtliga fall extremt mättade, välutvecklade röda och/eller blå färger, medan honorna är enfärgat bruna eller oansenligt grå. Många av arterna har olika utseende beroende på vilken fyndlokalitet de härstammar från. Förutom hos Fundulopanchax gardneri är skillnaderna emellertid ej så stora att de utgör tillräcklig grund för att dela upp taxa i underarter, utan de olika färgformerna omnämns hos just de äggläggande tandkarpar istället för stammar, som i sin tur ges namn efter den fyndlokalitet de återfunnits på. Denna beteckning har dock inget egentligt taxonomiskt värde, och ska inte förväxlas med den taxonomiska rang som kallas stam, vanligen omnämnd fylum.

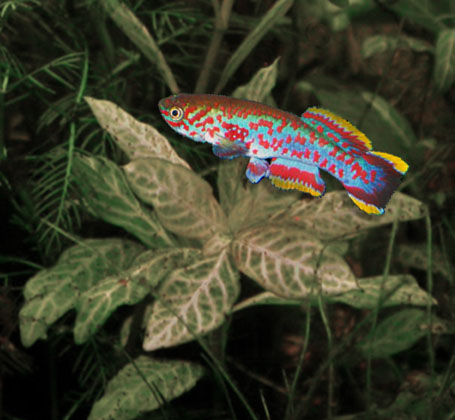
Fundulopanchax gardneri nigerianus, hane från en fångstplats utanför Makurdi i Nigeria.
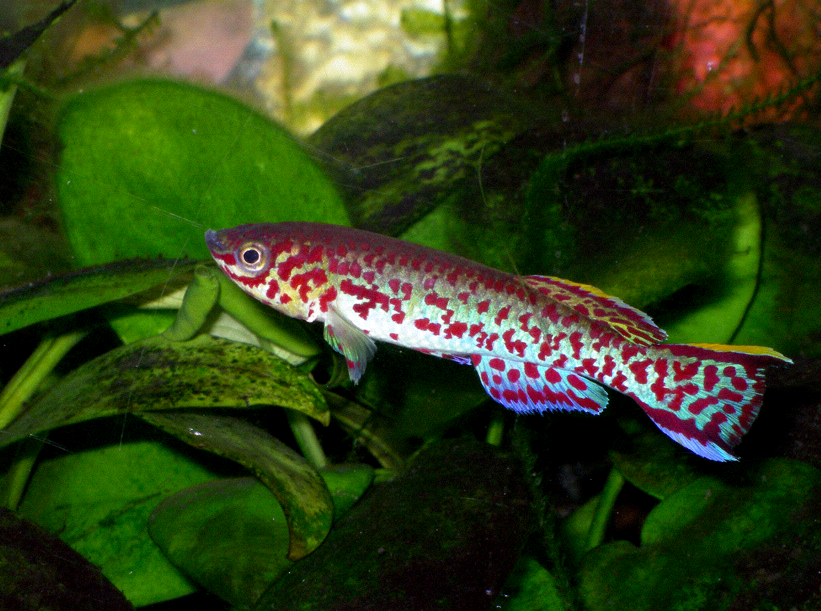
Fundulopanchax gardneri gardneri, hane från en okänd fångstplats i Kamerun.

## Livscykel
Flertalet arter räknas till så kallade halvannuella arter, som lever i områden där vattendragen vissa år helt eller delvis torkar ut under torrperioden. Arterna överlever då endast genom sina ägg, som klarar sig i gyttjan efter att vattnet torkat ut, och sedan kläcks under regnperioden. Denna äggens viloperiod kallas diapaus. Till skillnad från de släkten av äggläggande tandkarpar som hör till årstidsfiskarna – också kallade annuella arter – vilka lever i områden där allt vatten alltid torkar ut under torrperioden, så kan äggen hos de halvanuella Fundulopanchax dock överleva även utan fullständig torka och diapaus.

## Fundulopanchax i fångenskap
Ett stort antal arter odlas i akvarium. Vid odling i akvarier fås bäst kläckningsresultat om man efterliknar de naturliga förhållandena, och låter äggen genomgå en diapaus. Man håller då romkornen i lätt fuktad torv i lufttäta behållare under två till fyra veckor beroende på art, varefter äggen blötläggs och kläcks i vatten. Äggen kan som tidigare nämnt också inkuberas uteslutande i vatten, utan diapaus, men vanligtvis blir andelen livsdugliga yngel då lägre.

## Etymologi
Namnet är sammansatt av namnen på två andra släkten äggläggande tandkarpar, Fundulus och Panchax, vilka man tidigare felaktigt trodde var nära besläktade med varandra.

## Arter
Det finns 26 nominella arter beskrivna (per den 3 juli 2013), samt därtill tre underarter.
- Fundulopanchax amieti (Radda, 1976)
- Fundulopanchax arnoldi (Boulenger, 1908)
- Fundulopanchax avichang Malumbres & Castelo, 2001
- Fundulopanchax cinnamomeus (Clausen, 1963)
- Fundulopanchax deltaensis (Radda, 1976)
- Fundulopanchax fallax (Ahl, 1935)
- Fundulopanchax filamentosus Meinken, 1933
- Fundulopanchax gardneri gardneri (Boulenger, 1911)
  - Fundulopanchax gardneri lacustris (Langton, 1974)
  - Fundulopanchax gardneri mamfensis (Radda, 1974)
  - Fundulopanchax gardneri nigerianus (Clausen, 1963)
- Fundulopanchax gresensi Berkenkamp, 2003
- Fundulopanchax gularis (Boulenger, 1902)
- Fundulopanchax intermittens (Radda, 1974)
- Fundulopanchax kamdemi Akum, Sonnenberg, Van der Zee & Wildekamp, 2007
- Fundulopanchax marmoratus (Radda, 1973)
- Fundulopanchax mirabilis (Radda, 1970)
- Fundulopanchax moensis (Radda, 1970)
- Fundulopanchax ndianus (Scheel, 1968)
- Fundulopanchax oeseri (Schmidt, 1928)
- Fundulopanchax powelli Van der Zee & Wildekamp, 1994
- Fundulopanchax puerzli (Radda & Scheel, 1974)
- Fundulopanchax robertsoni (Radda & Scheel, 1974)
- Fundulopanchax rubrolabialis (Radda, 1973)
- Fundulopanchax scheeli (Radda, 1970)
- Fundulopanchax sjostedti (Lönnberg, 1895)
- Fundulopanchax spoorenbergi (Berkenkamp, 1976)
- Fundulopanchax traudeae (Radda, 1971)
- Fundulopanchax walkeri (Boulenger, 1911)